# Andy McKee
Andy McKee  (Topeka, Kansas, Estados Unidos, 4 de abril de 1979) é um compositor e guitarrista de fingerstyle percussivo.
Assinou contrato com a gravadora americana Razor & Tie Records. Seu estilo de tocar e suas composições o tem feito ganhar fãs em todo o mundo; no final de 2006, uma performance ao vivo de sua emblemática música "Drifting" tornou-se um dos vídeos mais assistidos no YouTube e MySpace, hoje possui mais de 55.000.000 de acessos. Algumas músicas de Andy McKee tiveram menor sucesso no YouTube, como "Rylynn" 30.000.000 de acessos e "África" 9.000.000 de acessos. O vídeo da música "África" foi removido subitamente pela gravadora CandyRat Records.

## Vida e carreira
Andy McKee começou a praticar aos 13 anos de idade, quando ganhou do seu pai sua primeira guitarra, da marca Aria. Inicialmente Andy McKee não se importava com as aulas de guitarra. Começou tocando canções das bandas: Metallica, Pantera e Dream Theater.
McKee teve uma banda no ensino médio, quando tinha 14 anos, fez uma versão instrumental de "Enter Sandman". O motivo para ter feito uma versão instrumental de "Enter Sandman" era porque os integrantes da banda não tinham atingido a puberdade e não poderiam cantar como o cantor James Hetfield.[carece de fontes?]
Seu primo inspirou-lhe a continuar aprendendo, tendo levado Andy em seu 16° aniversário para ver o guitarrista chamado Preston Reed. McKee comprou um vídeo de instrução do Reed e começou a aprender as músicas dele. Também conseguiu seu "General Educational Development" daquele ano, a fim de abandonar a escola. Teve influência de guitarristas como Michael Hedges, Billy McLaughlin, Pat Kirtley, e do álbum Passion Session do guitarrista Don Ross.

## Discografia
| Nome do Álbum                                   | Ano  |
| ----------------------------------------------- | ---- |
| Nocturne                                        | 2001 |
| Dreamcatcher                                    | 2004 |
| Art of Motion                                   | 2005 |
| Gates of Gnomeria                               | 2007 |
| Participação no DVD com Antoine Dufour          | 2007 |
| The Thing That Came From Somewhere com Don Ross | 2008 |
| Common Ground EP                                | 2009 |
| Joyland                                         | 2010 |

### Nocturne (2001)
Em 2001, McKee lançou seu primeiro álbum independente, Nocturne. Nesse mesmo ano foi o terceiro colocado no National Fingerstyle Guitar Competition em Winfield, Kansas. Em 2003, Andy McKee começou a tocar fora do país em uma turnê por Taiwan com os conhecidos guitarristas: Jacques Stotzem, Isato Nakagawa e Masaaki Kishibe. No mesmo ano, ficou em primeiro lugar no concurso Miscellaneous Accoustic Instrument do Kansas State Fiddling and Picking Championships, no qual tocou sua Ron Spillers harp guitar que ele comprou de Stephen James Bennett em 2002,. O instrumento pode ser ouvido em uma série de músicas como "Into The Ocean" e "Gates of Gnomeria". Apenas 1.000 exemplares de Nocturne foram produzidos e o álbum está agora fora de circulação.

### Dreamcatcher (2004)
McKee lançou seu segundo álbum, Dreamcatcher, em 2004. O álbum inclui um cover de "África" e "The Friend I Never Met", uma música feita em homenagem a Michael Hedges. McKee utilizou a faixa título para tocar junto com o baixista Michael Manring. Além disso, foi segundo colocado no Fingerstyle Guitar Competition do Canadian Guitar Festival daquele ano. O álbum foi relançado pela gravadora, em resposta à popularidade que ele alcançou no YouTube.

### Art of Motion (2005)
O terceiro CD de McKee, Art of Motion, foi lançado pela Candyrat Records em Novembro de 2005 e ganhou elogios de grandes guitarristas como o consagrado Don Ross. McKee já declarou que Don Ross é um de seus artistas favoritos. A maioria das músicas do álbum já são conhecidas, por McKee aparecer no YouTube tocando as músicas. Também tem várias faixas transitadas do álbum Dreamcatcher. Durante as primeiras fases do sucesso de McKee no YouTube, no final de 2006 e início de 2007, Art of Motion foi o único álbum a ser relançado pela Candyrat Records, que viu toda aquela exposição como um reconhecimento.

### Gates of Gnomeria (2007)
Depois de sua popularidade devido ao seu desempenho no YouTube e pela sua turnê, por grande parte do ano de 2007, McKee retornou ao estúdio para gravar seu quarto CD, Gates of Gnomeria. O álbum contém seis novas músicas, uma das quais já tinha sido vista no YouTube ("Gates of Gnomeria"), bem como dois covers. Um cover de "Venus as a Boy" (Björk), além da participação do baixista Jeff Schmidt em duas canções: "A Sphere" e "Dependant Arising". McKee ficou a maior parte de 2008 em turnê por todo o mundo, tocando com outros artistas da CandyRat e ambos promoveram o álbum Gates of Gnomeria e o seu álbum de colaboração com o Don Ross, The Thing That Came From Somewhere. Ele lançou um DVD no mesmo ano com Antoine Dufour, cada artista contribuindo com oito canções para o disco; duas de McKee do álbum Gates of Gnomeria.

### Common Ground EP (2009)
Entre várias turnês e ajudando a promover o seu álbum com Don Ross, McKee gravou um EP de duas regravações de músicas de seu álbum Dreamcatcher e um cover do guitarrista japonês Masaaki Kishibe. O álbum foi lançado apenas digitalmente, juntamente com vídeos disponíveis no iTunes, que incluem uma performance de suas duas composições. [carece de fontes?]

### Joyland (2010)
McKee em maio de 2009 anunciou que tinha intenção de terminar a turnê no segundo semestre e concentrar-se em gravar o seu próximo álbum no início 2010. Ele declarou em julho de 2009 que provavelmente será intitulado Joyland, a faixa título do álbum que originalmente chamava-se Music For A Vacant Amusement Park. O álbum foi concluído em novembro de 2009 e só agora seu lançamento está previsto para fevereiro de 2010 pela Razor & Tie Records. Segundo McKee: "On this album I've branched out a bit and included some instrumentation on a couple of songs. There's also a new harpguitar tune and a couple of covers including another one of my favorite 80's tunes." Outras faixas confirmadas incluem um cover da canção "Everybody To Rule The World" da banda inglesa Tears For Fears. Em 16 de fevereiro McKee postou no YouTube sua nova música "Hunter's Moon". O álbum também apresenta um DVD inteiro com 75 minutos de material com vídeos adicionais, incluindo um documentário chamadoAndy McKee: Joyland, e quatro vídeos. O documentário está disponível apenas para compra como parte do álbum Joyland CD / DVD.

## Videografia
- Antoine Dufour / Andy McKee Split DVD (2007)
- Don Ross / Michael Manring / Andy McKee : Live in Toronto (2008)

## Progressão da carreira
Auto-descrito como "apenas um rapaz de Topeka, Kansas, que explodiu na internet uma semana antes do Natal", McKee se tornou um dos artistas mais vendidos da Candyrat Records' depois que seu vídeo "Drifting" foi votado em massa pelos usuários do Digg. No início de sua exposição, ele apareceu por convite no Woodsongs, e também no Last Call with Carson Daly, e sua loja online vendeu todo o estoque de seus diversos livros de tablaturas. Devido ao aumento na demanda, ele começou a oferecer partituras para quase todas as suas canções em seu website oficial. Ele também contribuiu para o álbum de Natal Noël, de Josh Groban, indicado ao grammy de 2007, tocando guitarra na faixa "Little Drummer Boy". O álbum de Groban acabou se tornando o CD mais vendido de 2007 nos EUA, chegando ao  #1 no U.S. Billboard 200., hitting #1 on the U.S. Billboard 200.

## Equipamentos e influências
McKee atualmente utiliza os seguintes equipamentos:
- Greenfield G4 and GB Guitars
- Lance McCollum Baritone Guitar
- Ron Spillers Harp Guitars
- K&K Sound Pickups (internal)
- DTAR Solstice Pre-Amp
- D'Addario Phosphor Bronze Medium Gauge
- Shubb Capos

Outros artistas que admira: Eric Johnson, Dream Theater, Michael Hedges, Preston Reed, Billy McLaughlin, Björk, Steve Lukather, Metallica, Joe Satriani, Iron Maiden, Pantera, Steve Erquiaga, Vince Di Cola, Toto, Peter Gabriel, Imogen Heap, King Crimson, Primus, Pat Metheny e Don Ross. 